# Gevresin
Gevresin település Franciaországban, Doubs megyében. Lakosainak száma 153 fő (2022. január 1.). Gevresin Montmahoux, Villeneuve-d’Amont és Levier községekkel határos.

## Népesség
A település népességének változása:
| Lakosok száma | 110  | 97   | 106  | 114  | 117  | 118  | 118  | 121  | 131  | 153  |
|               | 1968 | 1982 | 1990 | 2006 | 2013 | 2015 | 2017 | 2019 | 2020 | 2022 |